# حصن آل عون (سيئون)
'

تعديل مصدري - تعديل

حصن ال عون هي إحدى قرى عزلة سيئون بمديرية سيئون التابعة لمحافظة حضرموت، بلغ تعداد سكانها 24 نسمة حسب تعداد اليمن لعام 2004.